# Tetracloruro de silicio
El tetracloruro de silicio es un compuesto inorgánico que posee la fórmula SiCl4. Es un líquido incoloro volátil que se vaporiza en el aire. Se lo utiliza para producir silicio de alta pureza y sílice para aplicaciones comerciales.
Fue preparado por primera vez por Jöns Jakob Berzelius en 1823.

## Preparación
El tetracloruro de silicio se prepara mediante cloración de varios compuestos de silicio tales como ferrosilicio, carburo de silicio, o mezclas de dióxido de silicio y carbono. La ruta de ferrosilicio es la más común.
En el laboratorio el SiCl4 se puede preparar tratando silicio con cloro:
Si + 2 Cl2 → SiCl4

## Estabilidad y riesgos toxicológicos
Reacciona violentamente con agua. En contacto con el aire emite cloruro de hidrógeno y ácido silícico.
Es corrosivo y lacrimógeno. La sustancia es corrosiva de los ojos, la piel y el tracto respiratorio. La inhalación del vapor puede originar edema pulmonar y dificultad respiratoria. La exposición a altas concentraciones puede producir la muerte. Se recomienda vigilancia médica.